# Atbassar
Atbassar (kasachisch und russisch Атбасар, wiss. Transliteration Atbasar) ist eine Stadt in Kasachstan.
Sie ist das Zentrum des Bezirkes Atbassar des Gebietes Aqmola.

## Geografische Lage
Die Stadt befindet sich im Gebiet Aqmola im zentralen Norden Kasachstans. Der Flughafen Atbassar liegt etwa 5 km nördlich der Stadt.

## Geschichte
Die Stadt wurde 1846 als kosakische Staniza Atbassarskaja (Атбасарская) gegründet. 1892 bekam die Stadt den heutigen Namen sowie die Stadtrechte verliehen.

## Bevölkerung
Atbassar hat rund 28.000 Einwohner.
| Einwohnerentwicklung | Einwohnerentwicklung | Einwohnerentwicklung | Einwohnerentwicklung | Einwohnerentwicklung | Einwohnerentwicklung | Einwohnerentwicklung |
| 1897                 | 1959                 | 1970                 | 1979                 | 1989                 | 1999                 | 2009                 |
| -------------------- | -------------------- | -------------------- | -------------------- | -------------------- | -------------------- | -------------------- |
| 3.038                | 34.316               | 37.228               | 36.250               | 39.163               | 32.288               | 30.436               |

## Bildung
Die Stadt beinhaltet 8 Schulen, in denen eine mittlere Reife erreicht werden kann. Außerdem wurde am 2. Oktober 2000 eine Zweigstelle der Kasachischen Agrartechnischen Universität mit den Fakultäten Energie und Technik eröffnet.

## Söhne und Töchter der Stadt
- Konstantin Buga (* 1985), deutscher Amateurboxer
- Ilias Jessenberlin (1915–1983), kasachischer Schriftsteller
- Sergei Kulagin (* 1952), kasachischer Politiker
- Ina Menzer (* 1980), deutsche Profiboxerin